# Giovinezza (Conrad)
Giovinezza (Youth. A Narrative in originale) è un racconto autobiografico dello scrittore polacco di lingua inglese Joseph Conrad pubblicato dapprima nel 1898 sulla rivista Blackwood's Magazine e nel 1902 in una raccolta (Gioventù e altri due racconti) che da questo racconto prese il nome. Nel racconto viene introdotto per la prima volta, in funzione di voce narrante, il personaggio di Marlow.

## Storia editoriale
Il racconto fu pubblicato per la prima volta sulla rivista scozzese Blackwood's Magazine, Vol. 164 (Settembre 1898), pp. 309-330. Venne poi pubblicato in volume nel 1902 nella raccolta Gioventù e altri due racconti assieme ai racconti Cuore di tenebra (Heart of Darkness) e Al limite estremo (The End of the Tether). In Italia Gioventù appare dapprima a puntate, nella traduzione di Emilio Cecchi, negli ultimi tre numeri della rivista Lo Spettatore Italiano (agosto, settembre e ottobre 1924); la raccolta fu pubblicata in volume da Bompiani nel 1949.

## Trama
Marlow racconta a un gruppo di amici una sua avventura giovanile. Secondo ufficiale della nave Judea, deve giungere con un carico di carbone al porto di Bangkok, ma una tempesta li blocca per ben due volte. Poi, nel terzo viaggio, il carico va a fuoco e incendia la nave; i marinai riescono ad trasportare parte del carico sulle scialuppe, una delle quali è comandata da Marlow. Infine Marlow riesce a raggiungere l'Oriente tanto agognato.